# Leptopenus
Leptopenus is een geslacht van neteldieren uit de klasse van de Anthozoa (bloemdieren).

## Soorten
- Leptopenus antarcticus Cairns, 1989
- Leptopenus discus Moseley, 1881
- Leptopenus hypocoelus Moseley, 1881
- Leptopenus solidus Keller, 1977